# Ilha de Itamaracá (kommun)
Ilha de Itamaracá är en kommun i Brasilien.   Den ligger i delstaten Pernambuco, i den östra delen av landet, 1 700 km nordost om huvudstaden Brasília. Antalet invånare är 22 449. Ilha de Itamaracá ligger på ön Ilha de Itamaracá.
Följande samhällen finns i Ilha de Itamaracá:
- Itamaracá